# Habranthus
Habranthus là chi thực vật có hoa trong họ Amaryllidaceae.

## Hình ảnh

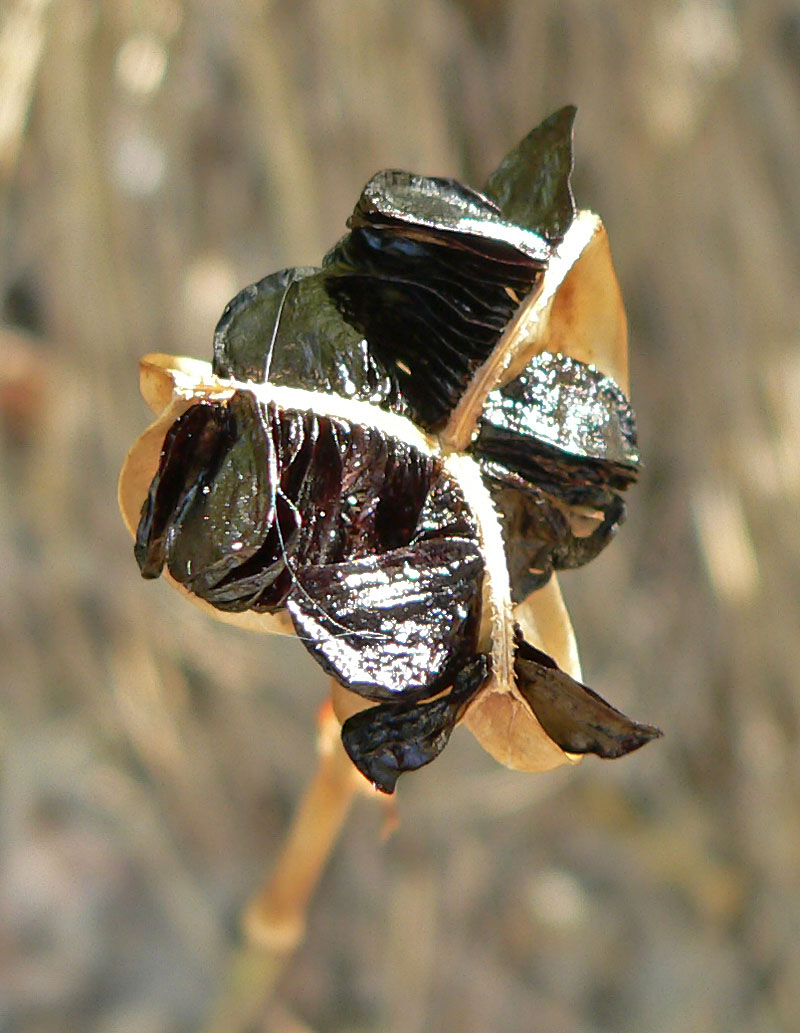
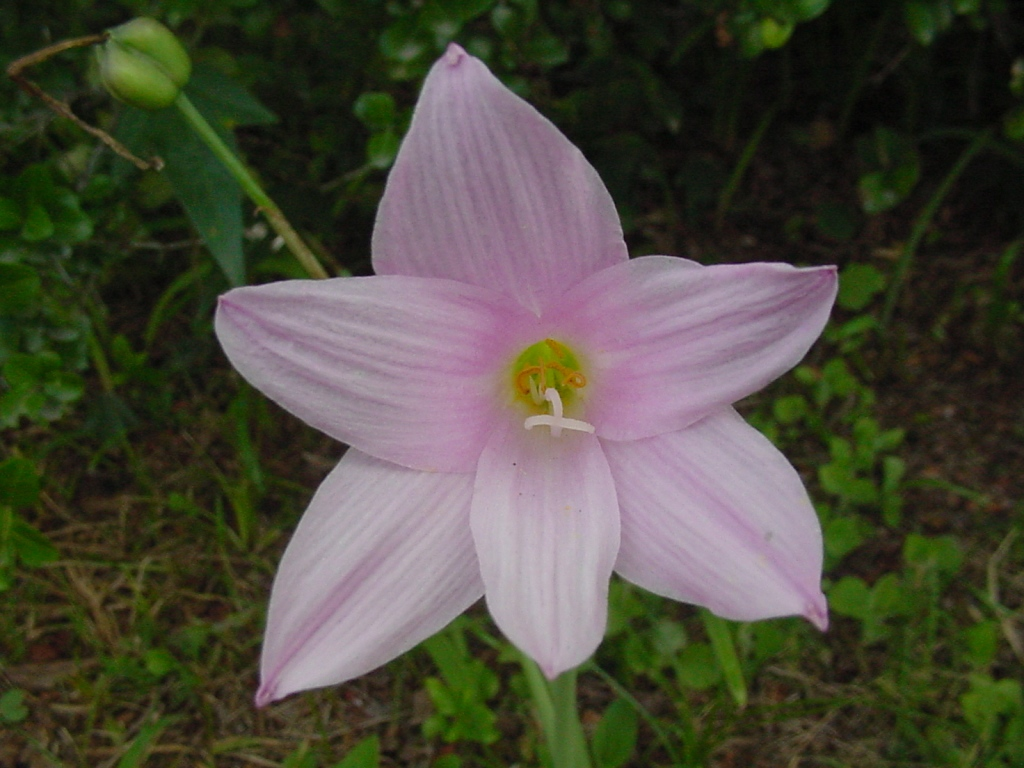
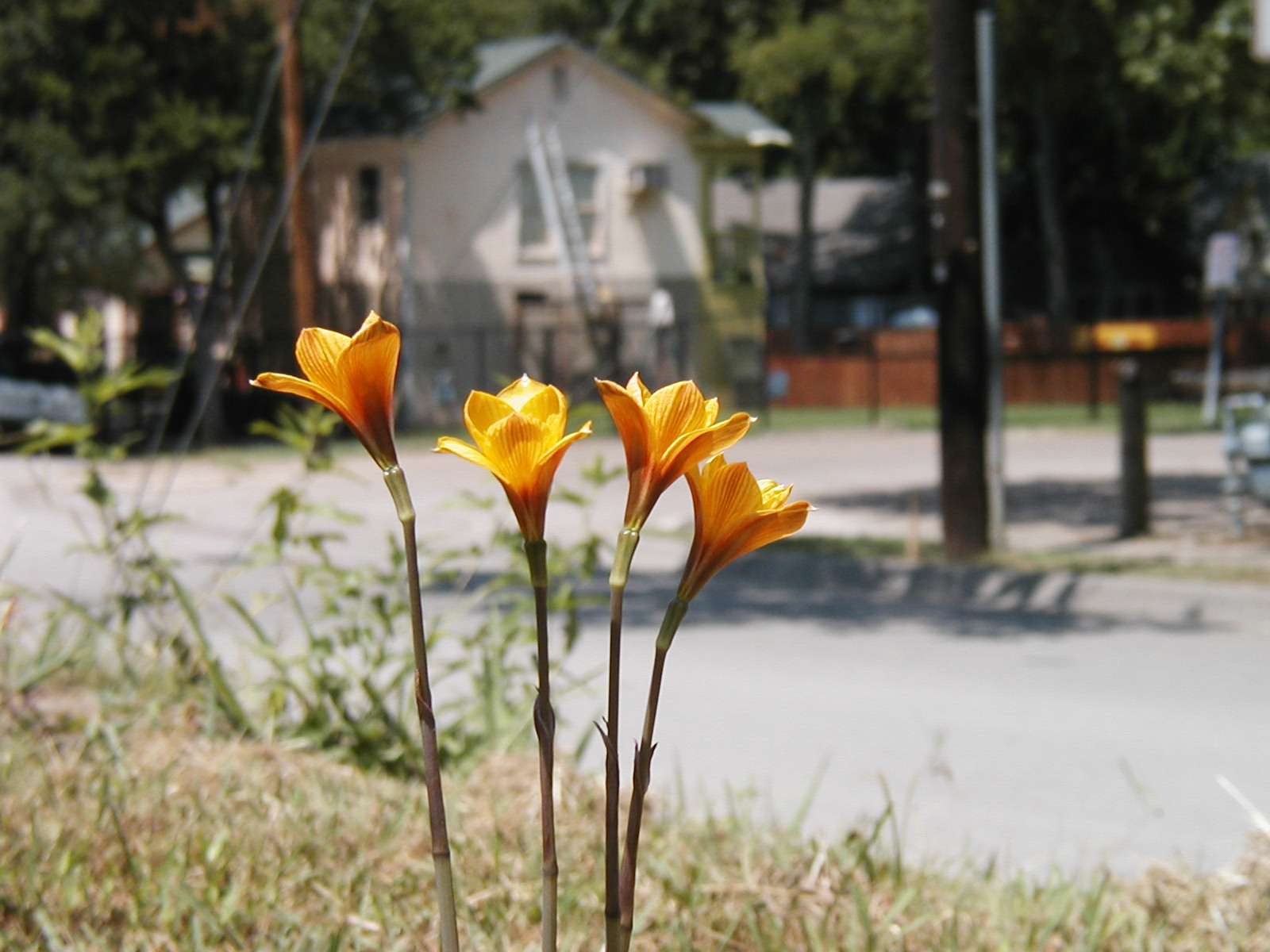